# Oslí buk
Oslí buk je památný strom buku lesního (Fagus sylvatica) rostoucího na lesním rozcestí pod Andělským vrchem, jižně od Dětřichovce při silničce do Nového Města pod Smrkem ve Frýdlantském výběžku na severu České republiky. Výška stromu dosahuje 29 metrů a obvod jeho kmene činí 350 centimetrů. Rozhodnutí o jeho ochraně vydal 4. září 2014 městský úřad v Novém Městě pod Smrkem, jež nabylo účinnosti k 23. září 2014.